# 河村義秀
河村 義秀（かわむら よしひで）は、平安時代後期から鎌倉時代前期の武士。

## 生涯
相模国の有力な武士である波多野氏の一族で、足柄上郡河村郷を領した河村氏を継承した。弓馬の達人で七尺二寸の大男だったという。治承4年（1180年）8月、河村氏は平氏方の大庭景親に従って石橋山の戦いで源頼朝を破った。しかし頼朝は同年10月には鎌倉に入り、義秀と同様頼朝に従わなかった波多野氏惣領で義秀の従兄の波多野義常も自殺した。石橋山で頼朝と戦った大庭景親ら諸士は次々に降伏し、義秀もまた河村郷を没収されて大庭景義の預かりとなり、斬刑を言い渡された。
建久元年（1190年）義秀を密かに匿ってた大庭景義の推薦で流鏑馬神事に参加を許された。義秀は見事に的中させたが、頼朝はなおも疑念を解かずさらに難題を課したが、義秀は全て達成したため頼朝もその技量に感服する他なく、ようやくその罪を許した。重ねて景義の進言があり、旧領の河村郷も還付された。前年の奥州合戦で弟の秀清もまた御家人に列しており、河村氏は武家社会に復帰した。同年の頼朝の上洛軍では随兵として従軍。建久4年（1193年）富士の巻狩りの射手にも名を連ねる。建久6年（1195年）再度の頼朝の上洛にも随行している。没年は不明だが享年42とする。
承久3年（1221年）承久の乱では北条泰時軍に従軍した河村三郎の名が見られる。『承久記』は、墨俣の泰時の陣中に朝比奈義秀のものと称する大矢が射込まれたことがあり、泰時は「これは幕府軍を委縮させようとする作戦で、義秀の矢のはずがない」と一笑に付して、強弓の使い手として河村三郎に射返させたというエピソードを載せている。事実、河村三郎は承久の乱における戦功者に挙げられているが、この河村三郎が義秀を指すのか別人を指すのかは判然としない。